# Broczyno (przystanek kolejowy)
Broczyno – zlikwidowany w 1945 roku przystanek osobowy w Broczynie, w gminie Czaplinek, w powiecie drawskim, w województwie zachodniopomorskim, w Polsce.